# Boissy-le-Châtel
Boissy-le-Châtel és un municipi francès, situat al departament del Sena i Marne i a la regió d'Illa de França. L'any 2007 tenia 3.028 habitants.
Forma part del cantó de Coulommiers, del districte de Meaux i de la Comunitat de comunes del Pays de Coulommiers.

## Demografia

### Població
El 2007 la població de fet de Boissy-le-Châtel era de 3.028 persones. Hi havia 1.100 famílies, de les quals 202 eren unipersonals (62 homes vivint sols i 140 dones vivint soles), 348 parelles sense fills, 472 parelles amb fills i 78 famílies monoparentals amb fills.
La població ha evolucionat segons el següent gràfic:
Habitants censats

### Habitatges
El 2007 hi havia 1.234 habitatges, 1.106 eren l'habitatge principal de la família, 66 eren segones residències i 62 estaven desocupats. 1.171 eren cases i 52 eren apartaments. Dels 1.106 habitatges principals, 982 estaven ocupats pels seus propietaris, 97 estaven llogats i ocupats pels llogaters i 27 estaven cedits a títol gratuït; 8 tenien una cambra, 41 en tenien dues, 156 en tenien tres, 280 en tenien quatre i 622 en tenien cinc o més. 922 habitatges disposaven pel capbaix d'una plaça de pàrquing. A 486 habitatges hi havia un automòbil i a 555 n'hi havia dos o més.

### Piràmide de població
La piràmide de població per edats i sexe el 2009 era:
| Homes | Edats   | Dones |
| ----- | ------- | ----- |
| 0     | 95 o +  | 0     |
| 0     | 90 a 94 | 12    |
| 12    | 85 a 89 | 12    |
| 12    | 80 a 84 | 8     |
| 40    | 75 a 79 | 32    |
| 44    | 70 a 74 | 32    |
| 44    | 65 a 69 | 52    |
| 80    | 60 a 64 | 64    |
| 76    | 55 a 59 | 52    |
| 128   | 50 a 54 | 144   |
| 72    | 45 a 49 | 88    |
| 120   | 40 a 44 | 116   |
| 88    | 35 a 39 | 128   |
| 76    | 30 a 34 | 80    |
| 72    | 25 a 29 | 88    |
| 56    | 20 a 24 | 68    |
| 108   | 15 a 19 | 96    |
| 140   | 10 a 14 | 100   |
| 116   | 5 a 9   | 116   |
| 44    | 0 a 4   | 84    |

## Economia
El 2007 la població en edat de treballar era de 1.942 persones, 1.435 eren actives i 507 eren inactives. De les 1.435 persones actives 1.323 estaven ocupades (709 homes i 614 dones) i 113 estaven aturades (52 homes i 61 dones). De les 507 persones inactives 170 estaven jubilades, 191 estaven estudiant i 146 estaven classificades com a «altres inactius».

### Ingressos
El 2009 a Boissy-le-Châtel hi havia 1.137 unitats fiscals que integraven 3.137,5 persones, la mediana anual d'ingressos fiscals per persona era de 21.051 €.

### Activitats econòmiques
Dels 114 establiments que hi havia el 2007, 1 era d'una empresa extractiva, 2 d'empreses alimentàries, 1 d'una empresa de fabricació d'altres productes industrials, 33 d'empreses de construcció, 23 d'empreses de comerç i reparació d'automòbils, 10 d'empreses de transport, 4 d'empreses d'hostatgeria i restauració, 5 d'empreses d'informació i comunicació, 5 d'empreses immobiliàries, 14 d'empreses de serveis, 10 d'entitats de l'administració pública i 6 d'empreses classificades com a «altres activitats de serveis».
Dels 48 establiments de servei als particulars que hi havia el 2009, 1 era una oficina de correu, 6 tallers de reparació d'automòbils i de material agrícola, 1 autoescola, 13 paletes, 5 guixaires pintors, 8 fusteries, 4 lampisteries, 2 electricistes, 3 perruqueries, 2 restaurants, 2 agències immobiliàries i 1 saló de bellesa.
Dels 10 establiments comercials que hi havia el 2009, 1 era un hipermercat, 2 botiges de menys de 120 m², 2 fleques, 1 una fleca, 1 una botiga de roba, 2 drogueries i 1 una joieria.
L'any 2000 a Boissy-le-Châtel hi havia 7 explotacions agrícoles que ocupaven un total de 468 hectàrees.

## Equipaments sanitaris i escolars
L'únic equipament sanitari que hi havia el 2009 era una farmàcia.
El 2009 hi havia 1 escola maternal i 1 escola elemental.

## Poblacions més properes
El següent diagrama mostra les poblacions més properes.